# Sabata per a llibres
Una sabata per a llibres és un objecte emprat per a l'emmagatzemament de llibres que es caracteritza per cobrir el llibre pels costats mentre que deixa el llom descobert a la vista. Respecte la conservació, són menys preferibles a les caixes. Així i tot, serveixen per a eliminar la tensió que es produeix sobre els llibres col·locats en posició vertical. Són econòmics de fer, tardant poc temps a fer-se i es fan a mesura del llibre. Fou inventat per Nicholas Pickwoad.
L'ample i alt del costat esquerre han de ser menors que el costat dret. Quan s'extrauen del prestatge, cal extraure el llibre i la sabata per a llibres alhora per a evitar-li danys. El material ha de ser un cartró lliure d'acidesa i lignina, sent d'un mil·límetre de grossor la mesura ideal.